# 御前會議

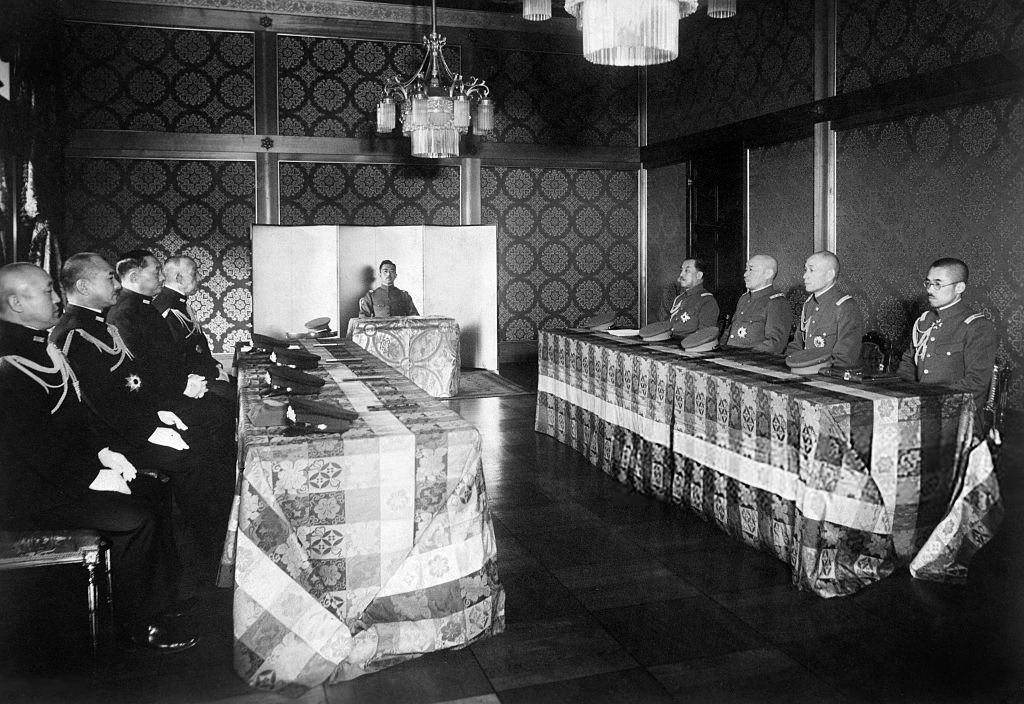
1945年1月的御前會議

御前會議（ごぜんかいぎ、英語：Imperial Conference）是日本在明治時代到太平洋戰爭終戰前，天皇臨席決定重要國策的會議。但并無法律上的規定。現在常用來比喩公司、團體等組織的幹部會議。

## 概要
廣義的，官制上規定天皇親臨的樞密院會議、王政復古後的小御所會議、天皇臨席的大本營會議等都是御前會議。但是，狹義上指天皇、元老、閣僚、軍部首腦召開的關於戰爭開始和終了的聯席會議。
1894年，決定對清開戰（甲午戰爭）是最初的御前會議。以後，在三國干涉、日俄戰爭之際召開。1938年以後，決定支那事變的處理方針、日德義三國同盟、對美英荷開戰（珍珠港攻擊）等。
雖然《大日本帝國憲法》第13條明記“天皇行宣戰媾和之權”，但因為沒有類似“御前會議法”的法律證據，因此召開御前會議是有法律上的困難的。以及，為了不讓人注意到天皇的旨意或想法的喜好（天皇也要為言論負責），天皇雖出席御前會議，但是大多不發一言。此外，御前會議的決定並非即時決定國家意向，內容仍需經過正式手續（例如閣議）的諮問之後才正式決定。

## 會議成員
- 天皇
- 內閣總理大臣、國務大臣
- 樞密院議長、樞密顧問官
- 元老、內大臣
- 陸軍：参謀總長、次長
- 海軍：軍令部總長、次長

## 御前會議
1938年，中日全面战争以後的御前會議。
| 回 | 召开日         | 議題                             | 內閣          | 昭和天皇的發言等                                                                    |
| -- | -------------- | -------------------------------- | ------------- | ----------------------------------------------------------------------------------- |
| 1  | 1938年1月11日  | “中国事變”處理根本方針           | 第1次近衛內閣 |                                                                                     |
| 2  | 1938年11月30日 | 日中新關係調整方針               | 第1次近衛內閣 |                                                                                     |
| 3  | 1940年9月19日  | 日德義三國同盟                   | 第2次近衛內閣 |                                                                                     |
| 4  | 1940年11月13日 | 關於“中国事變”處理要綱之件等     | 第2次近衛內閣 |                                                                                     |
| 5  | 1941年7月2日   | 伴隨情勢之推移的帝國國策要綱     | 第2次近衛內閣 |                                                                                     |
| 6  | 1941年9月6日   | 帝國國策遂行要領                 | 第3次近衛內閣 | 以吟詠明治天皇御製和歌的形式，暗示回避對美開戰。 “四海之内皆兄弟，何以无事起风波？” |
| 7  | 1941年11月5日  | 帝國國策遂行要領                 | 東條內閣      |                                                                                     |
| 8  | 1941年12月1日  | 對美英荷開戰之件                 | 東條內閣      |                                                                                     |
| 9  | 1942年12月21日 | 大東亞戰爭完遂之對中處理根本方針 | 東條內閣      |                                                                                     |
| 10 | 1943年5月31日  | 大東亞政略指導大綱               | 東條內閣      |                                                                                     |
| 11 | 1943年9月30日  | 今後需採行的戰爭指導之大綱等     | 東條內閣      |                                                                                     |
| 12 | 1944年8月19日  | 今後需採行的戰爭指導之大綱等     | 小磯內閣      |                                                                                     |
| 13 | 1945年6月8日   | 今後需採行的戰爭指導之基本大綱   | 鈴木內閣      |                                                                                     |
| 14 | 1945年8月10日  | 關於波茨坦宣言受諾之可否         | 鈴木內閣      | 應鈴木貫太郎請求，表明宣言受諾的意思（聖斷）。                                      |
| 15 | 1945年8月14日  | 波茨坦宣言受諾的最終決定         | 鈴木內閣      | 再度，宣言受諾的意思表明（再度的聖斷）。                                            |

## 開會地點

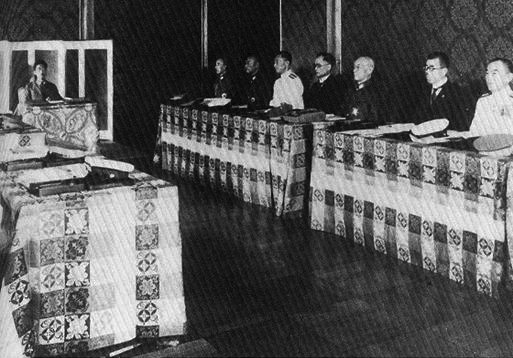
禦前會議 1945 年 8 月 14 日

終戰前的最後2次御前會議在為了二戰防禦特別設置的「御文庫附屬庫」中的地下防空設施舉行，約地下10公尺深，約15坪，與天皇、皇后的寢室，客廳等「御文庫」相隔90公尺，中間透過地下走廊相連。1945年（昭和20年），陸軍工兵隊又為了能夠承受大型炸彈攻擊再度加強。、1945年（昭和20年）6月2日，日本樞密院在附屬庫首次召開會議。

## 脚注
1. ↑  .   [2024-10-14]. （原始内容存档于2023-04-10）.
2. ↑  此回開始以「御前最高戰爭指導會議」的名稱召開
3. ↑  宮内庁　『昭和天皇実録』
4. ↑  . 読売新聞. 2015-08-01  [2017-11-05]. （原始内容存档于2017-11-07）.

## 關連項目
- 最高戰爭指導會議